# آسیاب بادی (فیلم)
«آسیاب بادی» (انگلیسی: The Windmill) فیلمی در ژانر درام است که در سال ۱۹۳۷ منتشر شد.